# Quinario (moneta)
Il quinario (latino quinarius) era una piccola moneta romana d'argento il cui valore era pari a metà denario.
Il quinario fu battuto per un breve periodo, accanto al sesterzio d'argento, dopo l'introduzione del denario nel 211 a.C. In questo momento il quinario era valutato 5 assi, e caratterizzato dal segno V .
La moneta fu reintrodotta nel 101 a.C. per rimpiazzare il vittoriato, e questa volta fu valutato pari a 8 assi a causa della rivalutazione del denario portato a 16 assi nel 118 a.C. Nei pochi anni che seguirono la sua reintroduzione una grande quantità di quinari fu battuta, la maggior parte per la circolazione in Gallia.
Esiste un quinario di Ottaviano Augusto del 28-29 a.C., che mostra nel recto la dicitura ASIA RECEPTA, assieme ad una vittoria alata stante sopra una Cista Mystica, affiancata da due serpenti. I quinario fu poi prodotto di tanto in tanto fino al III secolo.
Il termine quinario aureo è usato per indicare il mezzo-aureo, che era valutato pari a 12.5 denari. Questa espressione non ha riscontro nei testi antichi.